# Zinnowitz
Zinnowitz, Ostseebad (pol. Cis) – gmina w Niemczech, w kraju związkowym Meklemburgia-Pomorze Przednie, w powiecie Vorpommern-Greifswald, siedziba Związku Gmin Usedom-Nord.  
W miejscowości znajduje się stacja kolejowa Zinnowitz. Przez teren gminy przebiega droga krajowa B111.

## Toponimia
Nazwa Zinnowitz pochodzi z połabskiego tzys, czyli cis. Gałązka cisu znajduje się w herbie gminy.